# اوستروگوژسک
شهر اوستروگوژسک (به روسی: Острогожск) در کشور روسیه و در اوبلاست وورونژ واقع شده‌است.

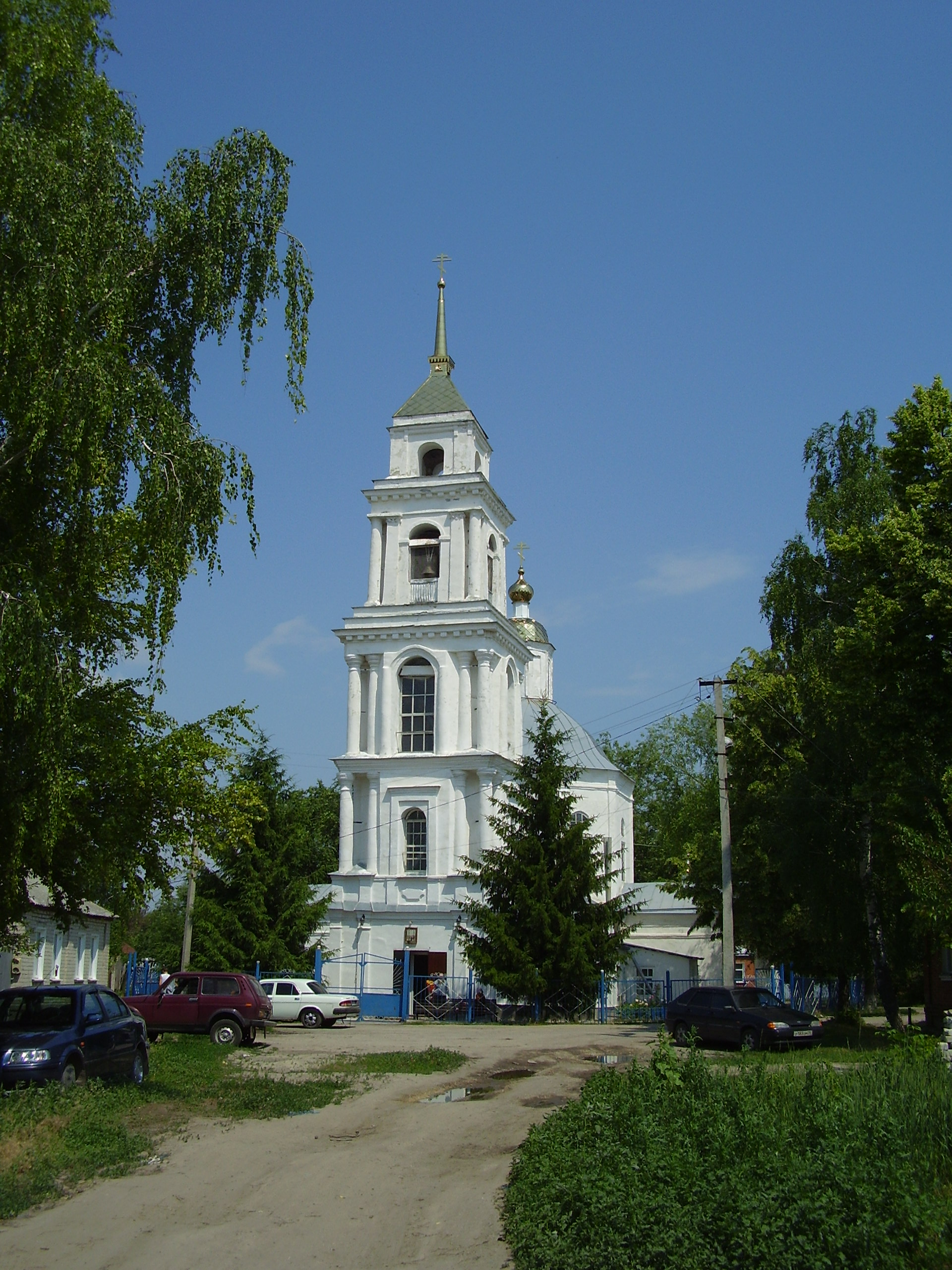